# Carlos Cecconato
Carlos José Cecconato (czasami Cecconatto) (ur. 27 stycznia 1930, zm. 12 grudnia 2018) – argentyński piłkarz, napastnik.
Cecconato karierę piłkarską rozpoczął w 1946 w drugoligowym klubie Club El Porvenir, skąd w 1947 roku przeniósł się do CA Independiente.
Dnia 14 maja 1953 roku Cecconato zagrał w meczu z Anglią wygranym przez Argentynę 3:1.
Jako gracz klubu Independiente wziął udział w turnieju Copa América 1955, gdzie Argentyna zdobyła tytuł mistrza Ameryki Południowej. Cecconato zagrał we wszystkich pięciu meczach – z Paragwajem, Ekwadorem, Peru (zdobył bramkę), Urugwajem i Chile.
Nadal jako piłkarz klubu Independiente wziął udział w turnieju Copa América 1956, gdzie Argentyna została wicemistrzem Ameryki Południowej. Cecconato zagrał w trzech meczach – z Chile (w 65 minucie zastąpił na boisku Omara Sívoriego), Paragwajem (zdobył bramkę, po czym w 75 minucie zmienił go Ernesto Grillo) i Brazylią.
W pierwszej lidze argentyńskiej Cecconato rozegrał 148 meczów i zdobył 52 bramki. W reprezentacji Argentyny rozegrał 11 meczów i zdobył 2 bramki.
Cecconato był niskim i nie rzucającym się w oczy graczem, pełniącym na ogół rolę trochę cofniętego łącznika. Na nim spoczywało kierowanie piątką napadu, a za pomocą precyzyjnych podań regulował tempo gry. W razie potrzeby potrafił też ofiarnie grać jako obrońca.